# Basketball-Bundesliga 2008/09
Die Basketball-Bundesliga-Saison 2008/09 war die 43. Spielzeit der höchsten deutschen Spielklasse im Basketball der Männer. Die reguläre Saison begann am 20. September 2008 und endete am 9. Mai 2009.

## Saisonnotizen
- Meister der Saison 2008/09 wurde EWE Baskets Oldenburg.
- Pokalsieger der Saison 2008/09 wurde Alba Berlin im Finale gegen Telekom Baskets Bonn.
- Alba Berlin zog als erster Bundesligist dauerhaft in eine über 10.000 Zuschauer fassende Halle, die O2 World Berlin.

Nach dem Rückzug der Giants Nördlingen am 9. Juli 2009 legten die LTi Gießen 46ers Einspruch gegen die Abschlusstabelle ein. Das Schiedsgericht der Basketball-Bundesliga wies diesen jedoch ab. Die Köln 99ers Basketball GmbH & Co. KG stellte am 10. Juli 2009 einen Insolvenzantrag beim Amtsgericht Köln. Am 17. Juli 2009 erklärte sie den Verzicht auf die Teilnahme am Spielbetrieb für die Saison 2009/10.

## Teilnehmende Mannschaften
| Mannschaft            | Halle                         | Plätze | Vorjahresplatzierung |
| --------------------- | ----------------------------- | ------ | -------------------- |
| Artland Dragons       | Artland-Arena                 | 3000   | 2, Viertelfinale     |
| Brose Baskets         | Jako-Arena                    | 6900   | 4, Viertelfinale     |
| Alba Berlin           | O2 World Berlin               | 14500  | 1, Meister           |
| Telekom Baskets Bonn  | Telekom Dome                  | 6000   | 7, Finale            |
| Phantoms Braunschweig | Volkswagen Halle Braunschweig | 6600   | 9                    |
| Eisbären Bremerhaven  | Stadthalle Bremerhaven        | 4795   | 8, Viertelfinale     |
| Giants Düsseldorf     | Burg-Wächter Castello         | 3700   | 3, Viertelfinale     |
| Skyliners Frankfurt   | Ballsporthalle Frankfurt      | 5000   | 6, Halbfinale        |
| LTi Gießen 46ers      | Sporthalle Gießen-Ost         | 4003   | 16                   |
| BG Göttingen          | Lokhalle Göttingen            | 3350   | 14                   |
| Köln 99ers            | Energy Dome                   | 3200   | 10                   |
| EnBW Ludwigsburg      | Rundsporthalle Ludwigsburg    | 3000   | 13                   |
| Giants Nördlingen     | Hermann Kessler-Halle         | 3000   | Pro A                |
| EWE Baskets Oldenburg | EWE Arena                     | 3900   | 5, Halbfinale        |
| Paderborn Baskets1    | Sportzentrum Maspernplatz     | 3041   | 11                   |
| TBB Trier             | Arena Trier                   | 8000   | 17                   |
| Tigers Tübingen       | Paul Horn-Arena               | 3180   | 15                   |
| Ratiopharm Ulm        | Kuhberghalle                  | 3000   | 12                   |

1 Bis Februar 2009 als Digibu Baskets
Die Vorjahresplatzierung bezieht sich auf die Platzierung nach der Hauptrunde sowie die höchste erreichte Teilrunde in der Finalrunde.
Da die Cuxhaven BasCats aus der Pro A auf eine Bundesligalizenz verzichteten, konnte TBB Trier trotz Abstiegsplatz die Klasse halten. Die Giants Nördlingen stiegen aus der Pro A auf.

## Endstände

### Hauptrunde
| #  | Mannschaft                       | Siege | Niederlagen | Punkte | Körbe     |
| -- | -------------------------------- | ----- | ----------- | ------ | --------- |
| 1  | Alba Berlin                      | 26    | 8           | 52:16  | 2712:2392 |
| 2  | MEG Göttingen                    | 25    | 9           | 50:18  | 2566:2396 |
| 3  | EWE Baskets Oldenburg            | 25    | 9           | 50:18  | 2667:2488 |
| 4  | Telekom Baskets Bonn             | 22    | 12          | 44:24  | 2564:2478 |
| 5  | Ratiopharm Ulm                   | 21    | 13          | 42:26  | 2678:2644 |
| 6  | Deutsche Bank Skyliners          | 21    | 13          | 42:26  | 2442:2301 |
| 7  | Brose Baskets Bamberg            | 19    | 15          | 38:30  | 2508:2373 |
| 8  | Paderborn Baskets                | 18    | 16          | 36:32  | 2607:2563 |
| 9  | Artland Dragons                  | 18    | 16          | 36:32  | 2633:2606 |
| 10 | TBB Trier                        | 16    | 18          | 32:36  | 2588:2623 |
| 11 | EnBW Ludwigsburg                 | 16    | 18          | 32:36  | 2307:2432 |
| 12 | Giants Düsseldorf                | 14    | 20          | 28:40  | 2616:2701 |
| 13 | New Yorker Phantoms Braunschweig | 14    | 20          | 28:40  | 2452:2455 |
| 14 | Walter Tigers Tübingen           | 14    | 20          | 28:40  | 2566:2638 |
| 15 | Köln 99ers                       | 11    | 23          | 22:46  | 2486:2628 |
| 16 | Giants Nördlingen                | 11    | 23          | 22:46  | 2466:2619 |
| 17 | LTi Gießen 46ers                 | 8     | 26          | 16:52  | 2400:2644 |
| 18 | Eisbären Bremerhaven             | 7     | 27          | 14:54  | 2553:2830 |

Fett Finalrunde
_____ Abstiegsplätze

### Finalrunde
| Viertelfinale | Viertelfinale           | Viertelfinale         |   |                       | Halbfinale | Halbfinale | Halbfinale |  |  | Finale | Finale | Finale |
|               |                         |                       |   |                       |            |            |            |  |  |        |        |        |
| 1             | Alba Berlin             | 3                     |   |                       |            |            |            |  |  |        |        |        |
| 8             | Paderborn Baskets       | 2                     |   |                       |            |            |            |  |  |        |        |        |
| 8             | Paderborn Baskets       | 2                     |   | Alba Berlin           | 2          |            |            |  |  |        |        |        |
|               |                         |                       |   | Alba Berlin           | 2          |            |            |  |  |        |        |        |
|               |                         | Telekom Baskets Bonn  | 3 |                       |            |            |            |  |  |        |        |        |
| 4             | Telekom Baskets Bonn    | Telekom Baskets Bonn  | 3 | 3                     |            |            |            |  |  |        |        |        |
| 4             | Telekom Baskets Bonn    |                       |   |                       |            |            |            |  |  |        |        |        |
| 5             | Ratiopharm Ulm          | 0                     |   |                       |            |            |            |  |  |        |        |        |
| 5             | Ratiopharm Ulm          | 0                     |   | Telekom Baskets Bonn  | 2          |            |            |  |  |        |        |        |
|               |                         |                       |   | Telekom Baskets Bonn  | 2          |            |            |  |  |        |        |        |
|               |                         | EWE Baskets Oldenburg | 3 |                       |            |            |            |  |  |        |        |        |
| 2             | MEG Göttingen           | EWE Baskets Oldenburg | 3 | 1                     |            |            |            |  |  |        |        |        |
| 2             | MEG Göttingen           |                       |   |                       |            |            |            |  |  |        |        |        |
| 7             | Brose Baskets Bamberg   | 3                     |   |                       |            |            |            |  |  |        |        |        |
| 7             | Brose Baskets Bamberg   | 3                     |   | Brose Baskets Bamberg | 0          |            |            |  |  |        |        |        |
|               |                         |                       |   | Brose Baskets Bamberg | 0          |            |            |  |  |        |        |        |
|               |                         | EWE Baskets Oldenburg | 3 |                       |            |            |            |  |  |        |        |        |
| 3             | EWE Baskets Oldenburg   | EWE Baskets Oldenburg | 3 | 3                     |            |            |            |  |  |        |        |        |
| 3             | EWE Baskets Oldenburg   |                       |   |                       |            |            |            |  |  |        |        |        |
| 6             | Deutsche Bank Skyliners | 1                     |   |                       |            |            |            |  |  |        |        |        |

## Meistermannschaft
| Spieler | Spieler            | Spieler               | Spieler    | Spieler | Spieler | Spieler        |
| Nr.     | Nat.               | Name                  | Geburt     | Größe   | Info    | Letzter Verein |
| ------- | ------------------ | --------------------- | ---------- | ------- | ------- | -------------- |
|         |                    | Guards (PG, SG)       |            |         |         |                |
| 7       | Vereinigte Staaten | Jonathan Wallace      | 16.05.1986 | 186     |         |                |
| 8       | Vereinigte Staaten | Je’Kel Foster         | 22.07.1983 | 191     |         |                |
| 19      | Deutschland        | Daniel Hain           | 19.07.1985 | 195     |         |                |
| 22      | Vereinigte Staaten | Jason Gardner         | 14.11.1980 | 178     |         |                |
| 33      | Serbien            | Miladin Peković       | 18.06.1983 | 196     |         |                |
|         |                    | Forwards (SF, PF)     |            |         |         |                |
| 4       | Serbien            | Marko Šćekić          | 23.05.1981 | 205     |         |                |
| 5       | Deutschland        | Marco Buljević        | 26.03.1987 | 196     | DL      |                |
| 10      | Serbien            | Milan Majstorović     | 28.01.1983 | 207     |         |                |
| 12      | Kroatien           | Jasmin Perković       | 25.12.1980 | 205     |         |                |
| 23      | Vereinigte Staaten | Rickey Paulding       | 23.10.1982 | 196     | (C)     |                |
|         |                    | Center (C)            |            |         |         |                |
| 6       | Deutschland        | Daniel Strauch        | 08.01.1981 | 206     |         |                |
| 44      | Kamerun            | Ruben Boumtje-Boumtje | 20.05.1978 | 212     | A-Nat.  |                |

| Trainer                 | Trainer        | Trainer          |
| Nat.                    | Name           | Position         |
| ----------------------- | -------------- | ---------------- |
| Bosnien und Herzegowina | Predrag Krunić | Cheftrainer      |
| Deutschland             | Ralph Held     | Assistenztrainer |
| Bosnien und Herzegowina | Srdjan Klarić  | Assistenztrainer |

| Legende      | Legende                        |
| Abk.         | Bedeutung                      |
| ------------ | ------------------------------ |
|              | verletzt während der Play-offs |
| (C)          | Mannschaftskapitän             |
| A-Nat.       | Nationalspieler                |
| DL           | Doppellizenzspieler            |
| Quellen      |                                |
| Ligahomepage |                                |
| Stand: 2009  |                                |

| Legende      | Legende                        |
| Abk.         | Bedeutung                      |
| ------------ | ------------------------------ |
|              | verletzt während der Play-offs |
| (C)          | Mannschaftskapitän             |
| A-Nat.       | Nationalspieler                |
| DL           | Doppellizenzspieler            |
| Quellen      |                                |
| Ligahomepage |                                |
| Stand: 2009  |                                |

## Statistiken
| Kategorie                        | Punkte | ø pro Spiel | Mannschaft           |
| -------------------------------- | ------ | ----------- | -------------------- |
| Defensiv beste Mannschaft        | 2301   | 67,7        | Skyliners Frankfurt  |
| Defensiv schlechteste Mannschaft | 2380   | 83,2        | Eisbären Bremerhaven |
| Offensiv beste Mannschaft        | 2712   | 79,8        | Alba Berlin          |
| Offensiv schlechteste Mannschaft | 2307   | 67,9        | EnBW Ludwigsburg     |

| Kategorie                | Wert | Spieler              | Mannschaft           |
| ------------------------ | ---- | -------------------- | -------------------- |
| Punkte pro Spiel         | 15,9 | Omari Westley        | Giants Nördlingen    |
| Rebounds pro Spiel       | 10,4 | Jeff Gibbs           | Ratiopharm Ulm       |
| Assists pro Spiel        | 6,2  | Michael-Hakim Jordan | Köln 99ers           |
| Steals pro Spiel         | 2,7  | Roderick Trice       | MEG Göttingen        |
| Blocks pro Spiel         | 2,5  | Ken Johnson          | Telekom Baskets Bonn |
| Dreipunktewurf pro Spiel | 2,6  | Osvaldo Jeanty       | Giants Nördlingen    |
| Effizienzwert pro Spiel  | 18,9 | Jeff Gibbs           | Ratiopharm Ulm       |

| Kategorie       | Wert | Spieler              | Mannschaft            |
| --------------- | ---- | -------------------- | --------------------- |
| Punkte          | 39   | Osvaldo Jeanty       | Giants Nördlingen     |
| Rebounds        | 20   | Jeff Gibbs           | Ratiopharm Ulm        |
| Dreier          | 8    | Osvaldo Jeanty       | Giants Nördlingen     |
| Assists         | 13   | Michael-Hakim Jordan | Köln 99ers            |
| Ballgewinne     | 7    | Roderick Trice       | MEG Göttingen         |
| Geblockte Würfe | 9    | Ken Johnson          | Telekom Baskets Bonn  |
| Effektivität    | 42   | Rickey Paulding      | EWE Baskets Oldenburg |

## Ehrungen
| Auszeichnung                | Name             | Verein                |
| --------------------------- | ---------------- | --------------------- |
| All-Star Game MVP           | Darren Fenn      | Artland Dragons       |
| Spieler des Jahres          | Jason Gardner    | EWE Baskets Oldenburg |
| Bester Verteidiger          | Immanuel McElroy | Alba Berlin           |
| Rookie of the Year          | Per Günther      | ratiopharm ulm        |
| Newcomer of the Year        | Roderick Trice   | BG Göttingen          |
| Bester Offensivspieler      | Julius Jenkins   | Alba Berlin           |
| Trainer des Jahres          | John Patrick     | BG Göttingen          |
| Most Likeable Player        | Rickey Paulding  | EWE Baskets Oldenburg |
| Finals Most Valuable Player | Rickey Paulding  | EWE Baskets Oldenburg |

Quelle: 

### All-BBL Teams
All-BBL First Team:
- G Jason Gardner (EWE Baskets Oldenburg)
- G Julius Jenkins (Alba Berlin)
- F Rickey Paulding (EWE Baskets Oldenburg)
- F Jeff Gibbs (Ratiopharm Ulm)
- C Chris Ensminger (Paderborn Baskets)

All-BBL Second Team:
- G Kyle Bailey (BG Göttingen)
- G Roderick Trice (BG Göttingen)
- F Immanuel McElroy (Alba Berlin)
- F Predrag Šuput (Brose Baskets)
- C Raško Katić (Walter Tigers Tübingen)

## Durchschnittliche Zuschauerzahlen in der Hauptrunde
| Stadt        | Besucher | Kapazität | Auslastung |
| ------------ | -------- | --------- | ---------- |
| Bamberg      | 6.588    | 6.800     | 095,48 %   |
| Berlin       | 9.360    | 14.800    | 063,24 %   |
| Bonn         | 5.061    | 6.000     | 084,35 %   |
| Braunschweig | 2.669    | 6.600     | 040,45 %   |
| Bremerhaven  | 3.196    | 4.795     | 076,11 %   |
| Düsseldorf   | 2.354    | 3.700     | 064,14 %   |
| Frankfurt    | 4.660    | 5.002     | 093,16 %   |
| Gießen       | 3.443    | 4.003     | 086,02 %   |
| Göttingen    | 3.113    | 3.474     | 089,61 %   |
| Köln         | 2.787    | 3.200     | 087,10 %   |
| Ludwigsburg  | 2.929    | 3.000     | 097,36 %   |
| Nördlingen   | 2.260    | 3.000     | 075,33 %   |
| Oldenburg    | 3.045    | 3.148     | 096,71 %   |
| Paderborn    | 2.474    | 3.014     | 082,08 %   |
| Quakenbrück  | 3.000    | 3.000     | 100,00 %   |
| Trier        | 3.647    | 5.900     | 061,81 %   |
| Tübingen     | 2.505    | 3.132     | 079,99 %   |
| Ulm          | 2.876    | 3.000     | 095,88 %   |
| Gesamt       | 3.666    | 4.725     | 077,59 %   |
| Vorjahr      | 3.577    | 4.529     | 078,98 %   |